# علي أباد (تشغاخور)
علي أباد (بالفارسية: علی‌آباد) هي قرية تقع في إيران في قسم تشغاخور الريفي. يقدر عدد سكانها بـ 42 نسمة .